# Arne Arnesen
Arne Gude Smith Arnesen, född 10 oktober 1880 i Vestre Toten, Oppland, död 2 september i Oslo 1943, var en norsk biblioteksman.

## Biblioteksmannen
Arnesen var från 1914 chefsbibliotekarie vid Deichmanske bibliotek i Oslo. Han publicerade bland annat Norsk biblioteksforenings småskrifter och flera värdefulla bibliotekstekniska utredningar samt var framgångsrikt verksam för det norska biblioteksväsendets utveckling.
Arnesen ses som en av mellankrigstidens främsta bibliotekarier i Norge.

## Författaren
Arne Arnesen var även verksam som författare och skrev böcker om katalogiserings- och klassificeringssystem inom biblioteksvärlden men också böcker om bokindustri-, lokal- och släkthistoria.

### Verk i urval[1]
- Bøkenes opstilling og nummerering, 1914
- Katalogisering 1916
- Bibliotekbygninger, 1919
- Klassifikasjon etter Melvil Deweys system, 1920
- Slegten Münster, 1923
- Hamarkrøniken, 1937
- Våre provinstrykkerier 1814–1975, 1943